# Apóstolos Jristu
Apóstolos Jristu (en griego: Απόστολος Χρήστου; Atenas, 1 de noviembre de 1996) es un deportista griego que compite en natación, especialista en el estilo espalda.
Participó en tres Juegos Olímpicos de Verano, entre los años 2016 y 2024, obteniendo una medalla de plata en París 2024, en la prueba de 200 m espalda.
Ganó una medalla de bronce en el Campeonato Mundial de Natación de 2024, ocho medallas en el Campeonato Europeo de Natación entre los años 2016 y 2024, y dos medallas de bronce en el Campeonato Europeo de Natación en Piscina Corta, en los años 2021 y 2023.

## Palmarés internacional
| Juegos Olímpicos                    | Juegos Olímpicos      | Juegos Olímpicos  | Juegos Olímpicos |
| Año                                 | Lugar                 | Medalla           | Prueba           |
| ----------------------------------- | --------------------- | ----------------- | ---------------- |
| 2024                                | París (Francia)       | Medalla de plata  | 200 m espalda    |
| Campeonato Mundial                  |                       |                   |                  |
| Año                                 | Lugar                 | Medalla           | Prueba           |
| 2024                                | Doha (Catar)          | Medalla de bronce | 100 m espalda    |
| Campeonato Europeo                  |                       |                   |                  |
| Año                                 | Lugar                 | Medalla           | Prueba           |
| 2016                                | Londres (Reino Unido) | Medalla de bronce | 100 m espalda    |
| 2018                                | Glasgow (Reino Unido) | Medalla de bronce | 100 m espalda    |
| 2021                                | Budapest (Hungría)    | Medalla de bronce | 100 m espalda    |
| 2022                                | Roma (Italia)         | Medalla de oro    | 50 m espalda     |
| 2022                                | Roma (Italia)         | Medalla de plata  | 100 m espalda    |
| 2024                                | Belgrado (Serbia)     | Medalla de oro    | 50 m espalda     |
| 2024                                | Belgrado (Serbia)     | Medalla de oro    | 100 m espalda    |
| 2024                                | Belgrado (Serbia)     | Medalla de bronce | 4 × 100 m libre  |
| Campeonato Europeo en Piscina Corta |                       |                   |                  |
| Año                                 | Lugar                 | Medalla           | Prueba           |
| 2021                                | Kazán (Rusia)         | Medalla de bronce | 100 m espalda    |
| 2023                                | Otopeni (Rumania)     | Medalla de bronce | 4 × 50 m libre   |